# Katie Zaferes
Katie Zaferes (nacida Katie Hursey, Hampstead, 9 de junio de 1989) es una deportista estadounidense que compite en triatlón.
Participó en dos Juegos Olímpicos de Verano, en los años 2016 y 2020, obteniendo dos medallas en Tokio 2020, plata en el relevo mixto y bronce en la prueba individual.
Ganó tres medallas en el Campeonato Mundial de Triatlón entre los años 2017 y 2019, y tres medallas en el Campeonato Mundial de Triatlón por Relevos Mixtos entre los años 2017 y 2020. Además, consiguió una medalla de oro en el Campeonato Panamericano de Triatlón de 2023.

## Palmarés internacional
| Juegos Olímpicos                      | Juegos Olímpicos        | Juegos Olímpicos  | Juegos Olímpicos |
| Año                                   | Lugar                   | Medalla           | Prueba           |
| ------------------------------------- | ----------------------- | ----------------- | ---------------- |
| 2020                                  | Tokio (Japón)           | Medalla de plata  | Relevo mixto     |
| 2020                                  | Tokio (Japón)           | Medalla de bronce | Individual       |
| Campeonato Mundial                    |                         |                   |                  |
| Año                                   | Lugar                   | Medalla           | Prueba           |
| 2017                                  | Róterdam (Países Bajos) | Medalla de bronce | Individual       |
| 2018                                  | Gold Coast (Australia)  | Medalla de plata  | Individual       |
| 2019                                  | Lausana (Suiza)         | Medalla de oro    | Individual       |
| Campeonato Mundial por Relevos Mixtos |                         |                   |                  |
| Año                                   | Lugar                   | Medalla           | Prueba           |
| 2017                                  | Hamburgo (Alemania)     | Medalla de plata  | Relevo mixto     |
| 2018                                  | Hamburgo (Alemania)     | Medalla de bronce | Relevo mixto     |
| 2020                                  | Hamburgo (Alemania)     | Medalla de plata  | Relevo mixto     |
| Campeonato Panamericano               |                         |                   |                  |
| Año                                   | Lugar                   | Medalla           | Prueba           |
| 2023                                  | Huatulco (México)       | Medalla de oro    | Relevo mixto     |